# 布盧德舍
50°58′52″N 31°18′57″E / 50.98111°N 31.31583°E
布盧德舍（烏克蘭語：Блудше），是烏克蘭北部的村莊，隸屬切爾尼希夫州的切爾尼希夫區。該村始建於1666年，面積1.18平方公里，海拔高度112米，2001年人口178，人口密度每平方公里150.98人。